# Passo della Cisa
Il passo della Cisa è il valico dell'Appennino settentrionale che separa l'Appennino ligure dall'Appennino tosco-emiliano.

## Descrizione
Il valico è posto a un'altitudine di 1041 m s.l.m. tra le province di Parma e Massa-Carrara, e permette i collegamenti tra l'alta val Taro e la Lunigiana. Per esso transita la strada statale 62 della Cisa, che collega Sarzana a Verona, mentre sotto il valico, in galleria, passa l'autostrada A15 Parma-La Spezia (o Autocamionale della Cisa), che mette in diretta comunicazione su strade ad alta velocità la pianura padana a nord con la riviera ligure e la Versilia a sud.

## Storia

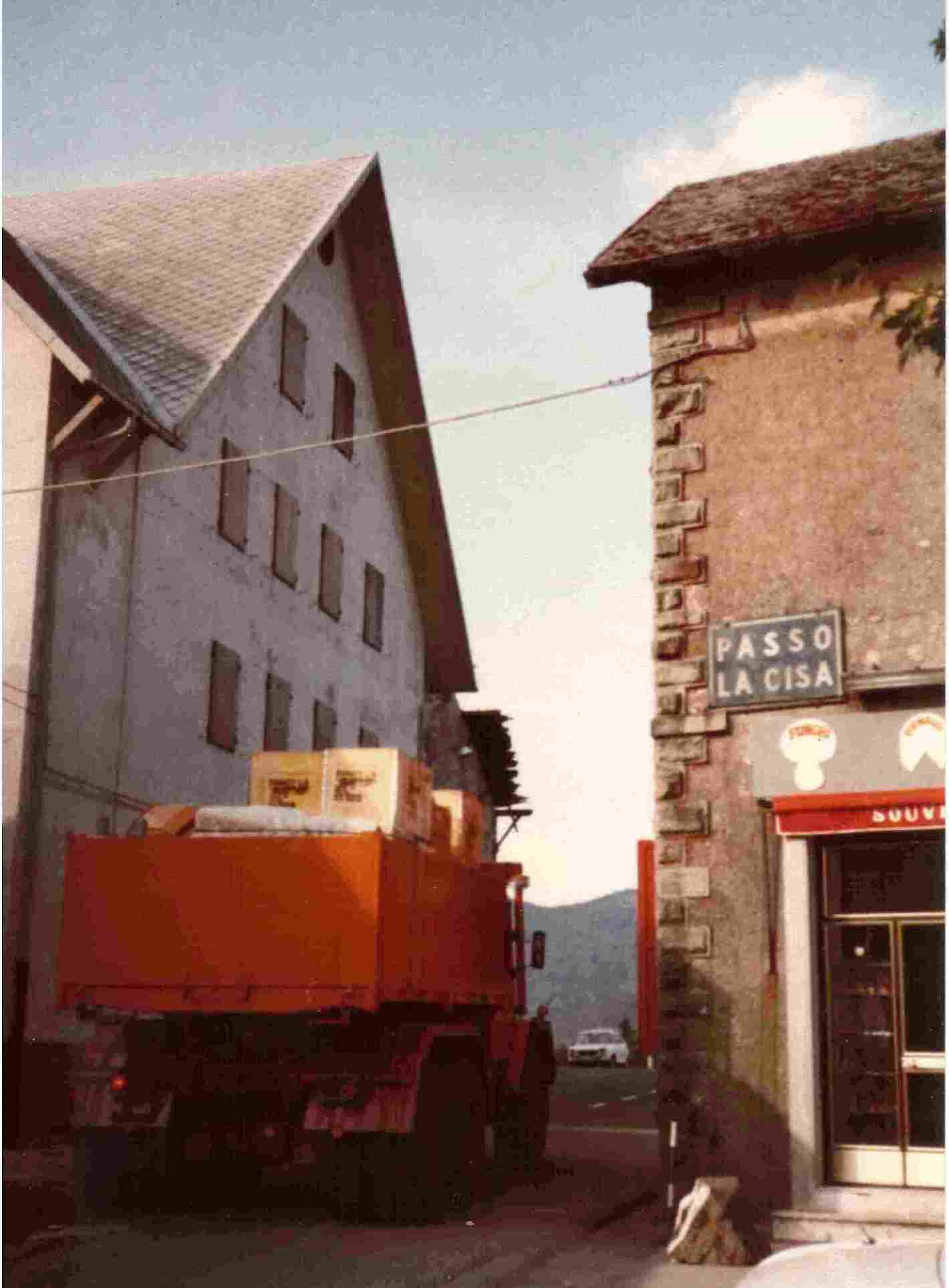
Un autocarro attraversa il passo della Cisa nel 1980 in direzione Pontremoli

Data la sua particolare posizione e grazie al fatto che in inverno era uno dei pochi passi aperti sul crinale appenninico, fu storicamente oggetto di dispute per il controllo delle merci che transitavano tra i due versanti.
Al tempo dell'espansione romana verso le Gallie, fu probabilmente il passo che la via Emilia Scauri superava per aggirare l'Appennino ligure fino a Dertona (Tortona). La strada fu costruita dal censore Marco Emilio Scauro nel 109 a.C. Dopo Dertona ridiscendeva verso Vada Sabatia (Vado Ligure) dopo aver nuovamente superato l'Appennino ligure al passo di Cadibona.
Dopo la caduta dell'Impero romano e fino alla conquista della Liguria di Rotari nel 642, il passo delimitava il confine fra il dominio longobardo e quello bizantino.
Istituzionalizzato come via di pellegrinaggio intorno al 718 d.C. – anno in cui Moderanno, vescovo di Rennes, percorse questa strada per recarsi a Roma – nel Medioevo era noto con il nome di monte Bardone. Celebre fra i pellegrini che, provenienti dal nord Italia, dalla Francia e dalla Germania, percorrevano la via Francigena per raggiungere il cuore della cristianità, era conosciuto per l'antico Ospizio di Santa Maria, edificato poco prima dal valico con lo scopo di fornire ristoro e alloggio ai viandanti.
Nel XVI secolo il passo della Cisa segnava il confine tra il Ducato di Parma e Piacenza e il Granducato di Toscana.
Durante la seconda guerra mondiale, tra il 30 giugno e il 7 luglio del 1944, la zona fu teatro dell'operazione Wallenstein, una serie di rastrellamenti di partigiani effettuati da forze naziste.

## Monumenti e luoghi d'interesse

### Santuario della Madonna della Guardia

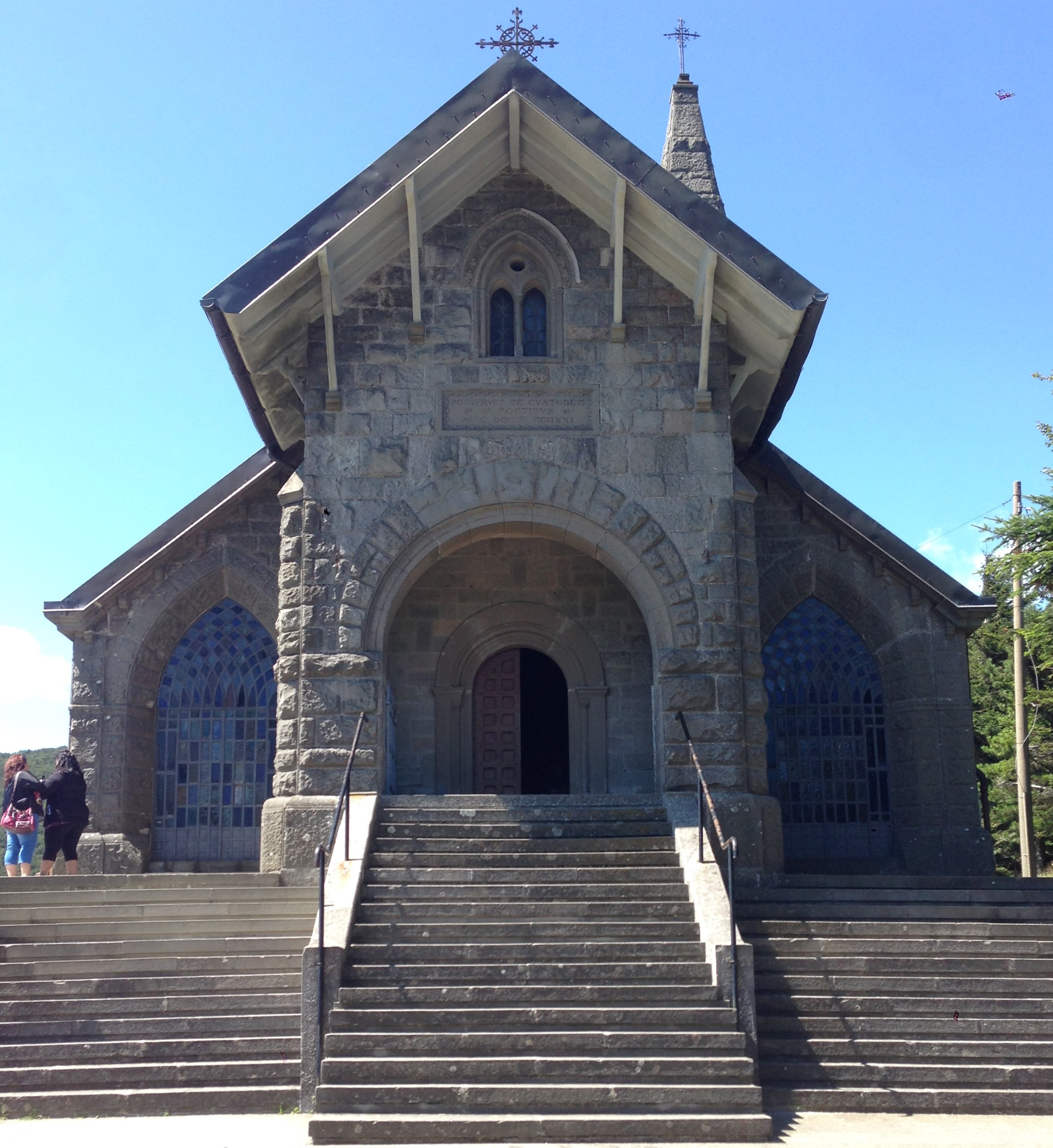
Santuario della Madonna della Guardia

Costruito in forme neoromaniche e neogotiche tra il 1919 e il 1922, l'edificio fu elevato a santuario mariano nel 1930 con l'incoronazione della statua bronzea della Madonna della Guardia, proclamata nel 1965 patrona di tutti gli sportivi; la chiesa, circondata da un deambulatorio, ospita un coro ligneo intarsiato neorinascimentale, decorato con piccoli dipinti a olio. Ogni anno il 29 agosto, giorno dedicato a Nostra Signora della Guardia, molti fedeli vi si recano in pellegrinaggio, provenendo dalle province di Parma, Massa-Carrara, La Spezia, Piacenza e Genova.